# یواس‌اس آر-۱۵ (اس‌اس-۹۲)
یواس‌اس آر-۱۵ (اس‌اس-۹۲) (به انگلیسی: USS R-15 (SS-92)) یک زیردریایی بود که طول آن ۱۸۶ فوت ۲ اینچ (۵۶٫۷۴ متر) بود. این زیردریایی در سال ۱۹۱۷ ساخته شد.